# Rio Espingarda
Der Rio Espingarda ist ein etwa 51 km langer linker Nebenfluss des Rio Iguaçú im Süden des brasilianischen Bundesstaats Paraná.

## Etymologie und Geschichte
Rio Espingarda bedeutet auf Deutsch Flintenfluss. Der portugiesische Begriff Espingarda bezeichnet ein Jagdgewehr oder eine Schrotflinte.

## Geografie

### Lage
Das Einzugsgebiet des Rio Espingarda befindet sich auf dem Segundo Planalto Paranaense (Zweite oder Ponta-Grossa-Hochebene von Paraná).

### Verlauf
Sein Quellgebiet liegt im Munizip Porto União (Santa Catarina) auf 1.174 m Meereshöhe etwa einen Kilometer westlich der Ortschaft Achiles Stenguel.
Der Fluss verläuft zunächst für knapp 10 km in südwestlicher Richtung, bevor er nach Nordwesten in Richtung der Staatsgrenze von Paraná schwenkt. Hier wird er von der BR-153 überquert. Für den Rest seines Laufs fließt er in Richtung Norden, bis er bei Porto Vitória den Rio Iguaçú erreicht. Er mündet auf 742 m Höhe. Die Entfernung zwischen Ursprung und Mündung beträgt 23 km. Er ist etwa 51 km lang.

### Munizipien im Einzugsgebiet
Am Rio Espingarda liegen die zwei Munizpien Porto Uniāo und Porto Vitória.

### Zuflüsse
Dem Rio Espingarda fließt von links der Arroio Porteira Velha zu.